# Сванская соль

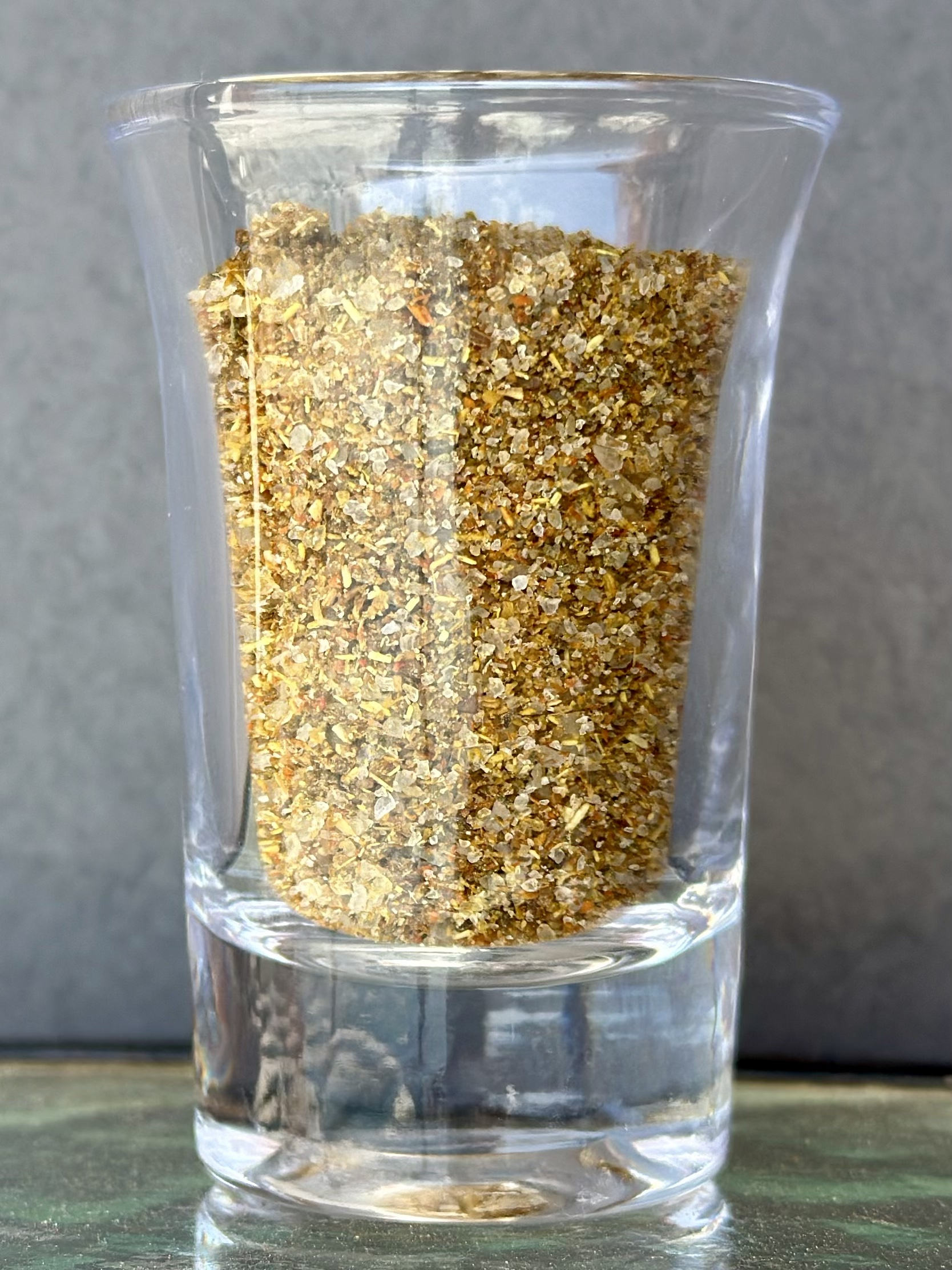
Сванская соль

Сва́нская соль (груз. სვანური მარილი [svanuri marili]) или смесь из Сванетии — сухая смесь специй, традиционно используемая в грузинской кухне. Смесь является универсальной приправой и используется для приготовления супов, соусов, мясных и рыбных блюд, овощных салатов, маринадов и при засолке. Разновидность приправленной соли.

## Состав
Сванскую соль получают путём смешивания поваренной соли с измельченными пряностями в определённых пропорциях. Состав смесей может варьироваться.
Основной набор специй:
- поваренная соль;
- пажитник голубой (уцхо-сунели);
- чеснок;
- семена укропа;
- семена кориандра;
- жгучий красный перец;
- дикий или горный тмин (гицрули, дзира);
- имеретинский шафран (запран, зафрана, квители квавили, бархатцы).